# Чикилито (Фрозиноне)
Чикилито је насеље у Италији у округу Фрозиноне, региону Лацио.
Према процени из 2011. у насељу је живело 313 становника. Насеље се налази на надморској висини од 263 м.